# Tarphius azoricus
Tarphius azoricus là một loài bọ cánh cứng trong họ Zopheridae. Loài này được Gillerfors miêu tả khoa học năm 1986.